# Dinozé
Dinozé é uma comuna francesa na região administrativa do Grande Leste, no departamento de Vosges. Estende-se por uma área de 2.89 km². Em 2010 a comuna tinha 624 habitantes (densidade: 215,9 hab./km²).